# Hồ Văn Mừng
Hồ Văn Mừng (sinh ngày 2 tháng 4 năm 1977) là chính trị gia nước Cộng hòa xã hội chủ nghĩa Việt Nam. Ông hiện là Ủy viên dự khuyết Ban Chấp hành Trung ương Đảng Cộng sản Việt Nam khóa XIII, Phó Bí thư Tỉnh ủy, Chủ tịch UBND tỉnh An Giang.
Ông nguyên là Ủy viên Ban Thường vụ Tỉnh ủy Khánh Hòa, Bí thư Thành ủy Nha Trang, Trưởng ban Tuyên giáo Tỉnh ủy, Trưởng ban Văn hóa xã hội, Hội đồng nhân dân tỉnh Khánh Hòa; Bí thư Huyện ủy Vạn Ninh, tỉnh Khánh Hòa; Ủy viên Ban Thường vụ Trung ương Đoàn Thanh niên Cộng sản Hồ Chí Minh, Bí thư Tỉnh đoàn Khánh Hòa.
Hồ Văn Mừng là Đảng viên Đảng Cộng sản Việt Nam, học vị Cử nhân Anh văn, Cử nhân Kinh tế, Thạc sĩ Quản lý kinh tế, Cao cấp lý luận chính trị. Ông là chính trị gia xuất phát từ sự nghiệp công tác thanh niên ở tỉnh Khánh Hòa.

## Xuất thân và giáo dục
Hồ Văn Mừng sinh ngày 2 tháng 4 năm 1977 ở xã Vạn Phú, huyện Khánh Ninh, tỉnh Phú Khánh, Việt Nam, nay là huyện Vạn Ninh, tỉnh Khánh Hòa, quê quán tại xã Vạn Bình, huyện Vạn Ninh. Ông lớn lên và tốt nghiệp 12/12 ở quê nhà, theo học đại học năm 1995, tốt nghiệp Cử nhân Khoa học chuyên ngành ngoại ngữ tiếng Anh và Cử nhân Kinh tế năm 1999, sau đó tiếp tục học cao học và nhận bằng Thạc sĩ Quản lý kinh tế; năm 2025 nhận bằng tiến sĩ quản lý kinh tế (Học viện Chính trị quốc gia Hồ Chí Minh). Ngày 20 tháng 5 năm 2002, Hồ Văn Mừng được kết nạp Đảng Cộng sản Việt Nam, là đảng viên chính thức từ ngày 20 tháng 5 năm 2003. Trong quá trình hoạt động Đảng và Nhà nước, ông theo học các khóa tại Học viện Chính trị Quốc gia Hồ Chí Minh từ tháng 8 năm 2004 đến tháng 6 năm 2005, nhận bằng Cao cấp lý luận chính trị. Nay, ông trú tại nhà B2.11, chung cư số 2, đường Lê Hồng Phong, phường Phước Hải, thành phố Nha Trang, tỉnh Khánh Hòa.

## Sự nghiệp

### Công tác thanh niên
Tháng 9 năm 2000, Hồ Văn Mừng bắt đầu sự nghiệp của mình tại quê nhà Khánh Hòa, được tuyển dụng làm Chuyên viên Tổng hợp Văn phòng Huyện ủy Vạn Ninh, tỉnh Khánh Hòa. Tháng 7 năm 2002, ông được Huyện ủy bàn giao sang Đoàn Thanh niên Cộng sản Hồ Chí Minh huyện Vạn Ninh, nhậm chức Phó Bí thư Huyện đoàn Vạn Ninh, bắt đầu công tác thanh niên. Tháng 12 cùng năm, ông được bổ nhiệm kiêm nhiệm làm Giám đốc Nhà Thiếu nhi huyện Vạn Ninh, tỉnh Khánh Hòa. Tháng 6 năm 2005, ông được bầu vào Ban Chấp hành Huyện ủy Vạn Ninh, là Quyền Bí thư rồi Bí thư Huyện đoàn kiêm Bí thư Chi bộ, Giám đốc Nhà Thiếu nhi huyện Vạn Ninh. Tháng 8 năm 2008, Huyện ủy Vạn Ninh điều ông về thị trấn huyện lỵ Vạn Giã, phân công làm Bí thư Đảng ủy thị trấn Vạn Giã, giữ vị trí này trong hơn một năm rồi trở lại cơ quan đoàn thanh niên vào đầu năm 2010.
Tháng 4 năm 2010, Hồ Văn Mừng được điều chuyển lên Đoàn Thanh niên Cộng sản Hồ Chí Minh tỉnh Khánh Hòa, nhậm chức Bí thư Tỉnh đoàn Khánh Hòa. Tại Đại hội Đảng bộ tỉnh Khánh Hòa lần thứ 16, ông được bầu vào Ban Chấp hành Đảng bộ tỉnh. Cuối năm 2012, tại Đại hội đại biểu toàn quốc Đoàn Thanh niên Cộng sản Hồ Chí Minh lần thứ 10, ông được bầu vào Ban Chấp hành Trung ương Đoàn rồi Ủy viên Ban Thường vụ Trung ương Đoàn khóa X. Bên cạnh đó, ông được bầu làm Ủy viên Ủy ban Trung ương Hội Liên hiệp Thanh niên Việt Nam, Chủ tịch Hội Liên hiệp thanh niên Việt Nam tỉnh Khánh Hòa. Ông cũng là Đại biểu Hội đồng nhân dân tỉnh Khánh Hòa xuyên suốt ba nhiệm kỳ từ 2011.

### Khánh Hòa
Tháng 8 năm 2013, Hồ Văn Mừng kết thúc giai đoạn công tác thanh niên, được Tỉnh ủy Khánh Hòa điều động về huyện Vạn Ninh, vào Ban Thường vụ Huyện ủy, nhậm chức Bí thư Huyện ủy Vạn Ninh, kiêm Bí thư Đảng ủy Quân sự huyện Vạn Ninh. Tháng 10 năm 2015, tại  Đại hội Đảng bộ tỉnh Khánh Hòa lần thứ 17, ông tái đắc cử là Tỉnh ủy viên, được bầu vào Ban Thường vụ Tỉnh ủy từ tháng 11, nhậm chức Trưởng ban Tuyên giáo Tỉnh ủy, Trưởng ban Văn hóa xã hội, Hội đồng nhân dân tỉnh Khánh Hòa vào ngày 19 tháng 11. Ông được miễn nhiệm vị trí Trưởng ban Văn hóa xã hội vào tháng 7 năm 2019. Ngày 14 tháng 10 năm 2020, tại  Đại hội Đảng bộ tỉnh Khánh Hòa lần thứ 18, ông tái đắc cử Tỉnh ủy viên, Thường vụ Tỉnh ủy, tiếp tục là Trưởng ban Tuyên giáo, phụ trách theo dõi công tác xây dựng Đảng huyện Trường Sa. Sau đó, Hồ Văn Mừng là đại biểu tại Đại hội Đại biểu toàn quốc Đảng Cộng sản Việt Nam lần thứ 13 và được bầu làm Ủy viên dự khuyết Ban Chấp hành Trung ương Đảng Cộng sản Việt Nam khóa XIII, nhiệm kỳ 2021 – 2026 vào ngày 30 tháng 1. Ngày 14 tháng 8 năm 2021, ông được Tỉnh ủy Khánh Hòa điều động ông nhậm chức Bí thư Thành ủy Nha Trang, bắt đầu lãnh đạo thành phố.

### An Giang
Ngày 30 tháng 8 năm 2024, Bộ Chính trị quyết định ông Hồ Văn Mừng, Ủy viên dự khuyết Trung ương Đảng, Ủy viên Ban Thường vụ Tỉnh ủy Khánh Hoà, Bí thư Thành ủy Nha Trang, thôi tham gia Ban Chấp hành, Ban Thường vụ Tỉnh ủy Khánh Hòa và thôi giữ chức Bí thư Thành ủy Nha Trang nhiệm kỳ 2020 - 2025; điều động, phân công, chỉ định ông Hồ Văn Mừng tham gia Ban Chấp hành, Ban Thường vụ Tỉnh ủy và giữ chức Phó Bí thư Tỉnh ủy An Giang (nhiệm kỳ 2020 - 2025)
Ngày 12 tháng 9 năm 2024, tại kỳ họp thứ 21, HĐND tỉnh An Giang khoá X đã bầu ông Hồ Văn Mừng - Ủy viên dự khuyết Trung ương Đảng, Phó bí thư Tỉnh uỷ, giữ chức Chủ tịch UBND tỉnh, nhiệm kỳ 2021-2026.
Từ 01/7/2025 ông Hồ Văn Mừng là Phó Bí thư tỉnh ủy, chủ tịch UBND tỉnh An Giang mới (Sáp nhập 02 tỉnh An Giang (cũ) và Kiên Giang).